# Джек Мердок
Джек Мердок (англ. Jack Murdoch, 18 липня 1908 — 10 жовтня 1944) — канадський академічний веслувальник.
Бронзовий призер Олімпійських Ігор 1928 року в складі вісімки.

## Життєпис
Загинув під час битви на Шельді у Другій світовій війні, служачи у 19-му польовому полку Канадської армії.